# William de Londres
William de Londres también Guillermo de Ogmore (c. 1070-1126) fue un caballero anglonormando, señor de Ogmore. Fue uno de los doce caballeros de Glamorgan que acompañaron a Robert FitzHamon durante la conquista normanda de Gales.
En 1091 recibió el señorío de Ogmore de Robert FitzHamon. En 1094 construyó el castillo de Kidwelly, según las crónicas de Caradoc. En 1116, William de Londres se vio obligado a abandonar el castillo  de Ogmore cuando los galeses aparecieron en gran número y un ejército atacó su posición. Su mayordomo, Arnold, se le atribuye la protección del castillo del ataque galés durante la ausencia de William de Londres, y por esto, fue nombrado caballero Sir Arnold Butler, recibiendo también el castillo y la mansión de Dunraven como recompensa.
Según la costumbre de la época, la fundación de una institución religiosa seguía a la adquisición de poder. William de Londres construyó la abadía de Ewenny a 1,6 km del castillo. También cerca había un lugar religioso anexado al castillo de Ogmore fundado por Maurice de Londres en 1141, así como el priorato de Ewenny que está a 3,2 km del castillo de Ogmore. El linaje de la familia Londres se perdió en 1298 cuando por derechos hereditarios Enrique de Grosmont recibió las propiedades como duque de Lancaster.

## Herencia
Se casó con Lady Matilda Uchred de Molle (c. 1042-1110) y fruto de esa relación nació Maurice de Londres, señor de Kidwelly.